# Heinrich Wiskemann
Heinrich Wiskemann (* 2. Mai 1810 in Röhrda; † 21. Mai 1875 in Bad Hersfeld) war ein deutscher Philologe und Abgeordneter des Kurhessischen Kommunallandtags Kassel.

## Leben
Heinrich Wiskemann wurde als Sohn des Pfarrers Justus Albert Wiskemann und dessen Ehefrau Viktoria Christiana Sälzer geboren. Nach dem Abitur am Gymnasium in Bad Hersfeld studierte er an der Philipps-Universität Marburg Theologie und Philologie. Nach erfolglosen Bewerbungen um eine Lehrerstelle promovierte er 1835 an der Universität Marburg zum Dr. phil mit der Dissertation De variis oraculorum generibus apud Graecos. Im Jahr darauf wurde er für ein Jahr als Gymnasial-Hilfslehrer in Bad Hersfeld bestallt und zum 30. November 1837 endgültig als Gymnasiallehrer eingestellt.
1840 gehörte er mit zwei anderen Gymnasiallehrern zu den Gründern der höheren Töchterschule. Er war bei der Gründung einer Vorschusskasse und der Errichtung eines Handels- und Gewerbevereins erfolgreich beteiligt. Bei der Enthüllung des Lutherdenkmals trat er als Festredner auf. Sein vorteilhafter Einfluss auf die Bürgerschaft trat besonders in den stürmischen Jahren 1848/1849 hervor.
1870 wurde ihm der Titel Professor verliehen. Seine Beförderung zum 2. Oberlehrer fiel auf den 27. Februar 1874. Er blieb bis zu seinem Tode am 21. Mai 1875, der durch ein qualvolles Herzleiden ausgelöst wurde, in dieser Stellung.
Von 1872 bis 1875 hatte er einen Sitz im Kurhessischen Kommunallandtag des Regierungsbezirks Kassel. Sein Nachfolger wurde 1875 der Abgeordnete Heinrich Müller.

## Werke (Auswahl)
- „de philosophia ac philosophis Lacedaemoniorum“
- „de veterum oratione translata sive figurata“
- „de impietatis criminatione apud Athenienses“
- „über den römischen Schauspieler Q. Roscius Gallus“
- „über die Sendung dreier berühmter Philosophen von Athen nach Rom im J. 155 vor Christus“
- 1840 „Commentatio de Lacedaemoniorum philosophia et philosophis“
- 1843 „Commentatio de veterum oratione translata sive figurata“
- 1850 „Die Wahrheit und Zweckmäßigkeit der demokratischen Grundsätze“
- 1855 „Die Lehre und Praxis der Jesuiten in religiöser, moralischer und politischer Bedeutung“.
- 1855 „Wiefern der Staat seinem Zwecke gemäß den Reichthum der Nationen zu fördern habe und wiefern die Arbeit ein Mittel sei, den Reichthum der Völker zu mehren“.
- 1859 „Die antike Landwirtschaft und das v. Thünensche Gesetz, aus den alten Schriftstellern dargelegt“
- 1865 „Ueber die Sclaverei“
- 1869  „Ueber den Krieg“
- 1870 „Ueber den Werth der alten Sprachen in den Gymnasien“

## Sonstiges
Wiskemann war neben seiner beruflichen Tätigkeit und Arbeit im Landtag ein Förderer der Musik. Was Bad Hersfeld an musikalischen Genüssen zu bieten hatte, war oft auf seine Anregung und Mitwirkung zurückzuführen. Seine Frau Emilie Huray, eine gute Sängerin und Klavierspielerin, stand ihm dabei zur Seite. Sein Haus bildete den Mittelpunkt einer edlen, von künstlerischen Interessen getragenen Gesellschaft. Der Komponist Ludwig Spohr war regelmäßiger Gast in seinem Hause und sein Intimfreund.